# Pljeskavica

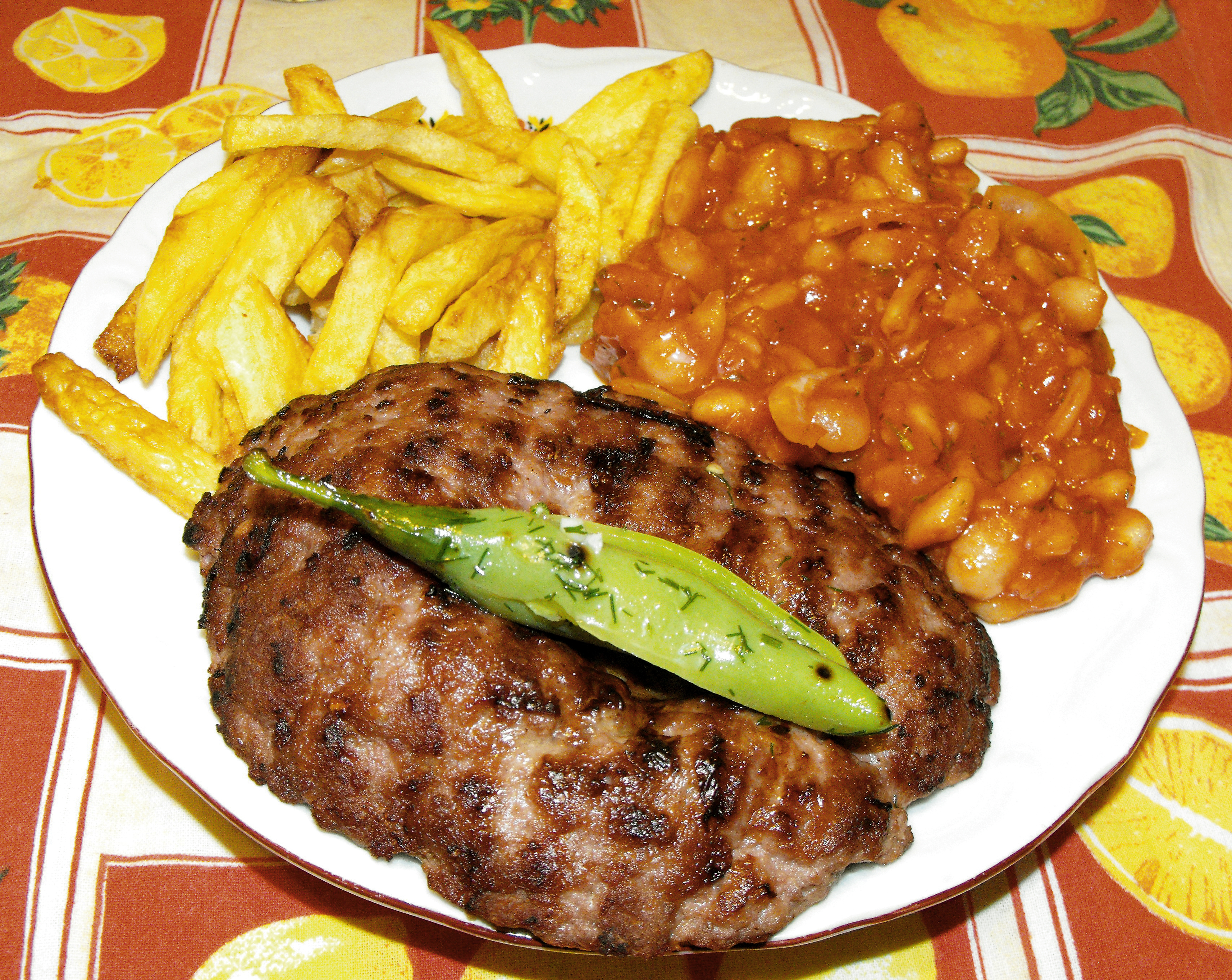
Pljeskavica

Pljeskavica [pʎɛ̂skaʋitsa] (von pljeskati, „in die Hände klatschen“) ist ein Hackfleischgericht vom Balkan, das in Serbien als Nationalgericht gilt, aber auch in Bosnien und Herzegowina sowie in Kroatien beliebt ist. Es wird meist traditionell aus mindestens zwei Fleischsorten (meist Schweinefleisch, Rindfleisch oder Lammfleisch) hergestellt. Optionale Zutaten sind Paniermehl und Schmalz.

## Varianten
- Leskovačka pljeskavica: sehr scharf, mit Zwiebeln; geschützte Herkunftsbezeichnung[2]
- Pleskavic Sharri pljeskavica: albanische Variante aus dem Sharri Gebirge gefüllt mit Käse (Kaschkawal)
- Hajdučka pljeskavica: aus Rindfleisch mit geräuchertem Schweinefleisch
- Vranjska pljeskavica: aus Schweinefleisch
- Pljeskavica à la Mostar: gefüllt mit Schafskäse, dazu geröstete Zwiebeln

## Beilagen
Übliche Beilagen sind Ajvar (Gemüsekaviar aus Paprika), Zwiebeln, Kajmak (Schichtsahne), Lepinja (bosnisches Fladenbrot), Urnebes (Salat aus Käse) und heutzutage auch Pommes frites.